# Menispermaceae
{{Taxobox
| name = 
| image =Jateorhiza_palmata_-_Köhler–s_Medizinal-Pflanzen-080.jpg
| image_width = 240п
| image_caption = 
| regnum = 
| classis = 
| ordo = 
| familia = 
| familia_authority = Juss. (1789)
| subdivision_ranks = трибуси
| subdivision = 
- -{Anomospermeae
- Coscinieae
- Fibraureeae
- Menispermeae
- Pachygoneae
- Tinomiscieae
- Tinosporeae}-

}}
Menispermaceae је фамилија из реда Ranunculales, која постоји у већини класификационх схема скривеносеменица. Обухвата 72 рода са око 450 врста, распрострањених у тропским областима целе планете, као и у суптропским областима источне Азије.
Биљке ове фамилије су дводоми вишегодишњи жбунови, лијане, или (веома ретко) зељасте биљке или дрвеће. Листови су наизменично распоређени и једноставни, изузев код рода Burasia. Цветови су ситни, сакупљени у цвасти. Плод је коштуница. Модални основни број хромозома је x = 11—13.
Из врсте Chondrodendron tomentosum (главни састојак курареа) изолован је токсични релактанс мишића D-тубокуранин.

## Филогенија и систематика фамилије
Фамилија Menispermaceae се сматра једном од примитивнијих у реду, и поједини мезозојски фосилни родови (Callicrypta) можда спадају у њу. Филогенетски веома сродне овој су фамилије шимширика (Berberidaceae) и љутића (Ranunculaceae).
Фамилија се најчешће дели на трибусе, чији број се разликује:
| Дилсова класификација (1910): | Кеслерова класификација (1993): |
| ----------------------------- | ------------------------------- |
|                               |                                 |

## Списак родова[5]
|  |  |  |